# Луис, Пьер
Пьер Луи́с (фр. Pierre Louÿs), настоящее имя Пьер Луи́ (фр. Pierre Louis, 1870—1925) — французский поэт и писатель-модернист, разрабатывавший античные стилизации и эротическую тематику. Главное произведение — «Песни Билитис» (1894).

## Биография

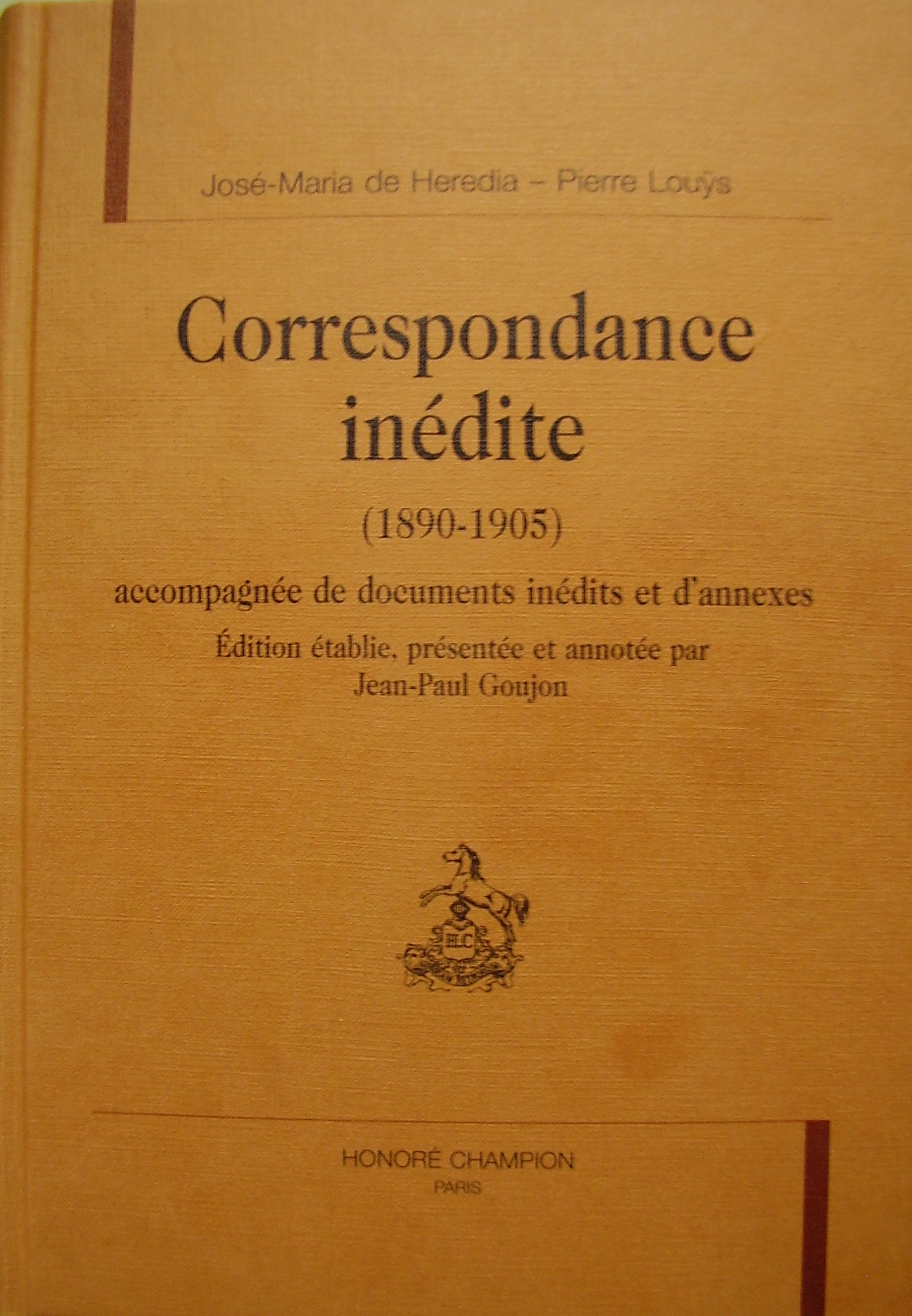
«Неизданная переписка» Пьера Луи и Жозе Марии де Эредиа (1890—1905)

Пьер Феликс Луи (фр. Pierre Félix Louis) родился 10 декабря 1870 в бельгийском городе Генте, куда семья перебралась во время франко-прусской войны. Сын Пьера-Филиппа Луи (1812—1889), эпернейского адвоката, и Клер Селин Мальдан (1832—1879), дочери секретаря генерала Жюно, единокровный брат дипломата Жоржа Луи. Переехав позже во Францию, он поселился в Париже, где поступил в знаменитую Эльзасскую школу. В одно время с ним, в этом заведении учился и его близкий друг, а в будущем лауреат Нобелевской премии по литературе Андре Жид. Уже в юности он интересовался творчеством парнасцев, с многими из которых, в частности с Леконтом де Лилем, он был знаком лично.
Примерно в 18 лет под их и символистским влияниями он начал писать стихи под разными псевдонимами, главным из которых стало небольшое видоизменение настоящего имени — Pierre Louÿs с игреком («греческой» буквой, означающей преклонение перед античностью) и произносимым конечным -s. Спустя три года, в 1891, он основал литературный журнал «Раковина» («Conque»), в котором кроме него печатались такие величины, как Леконт де Лиль, Верлен, Малларме и др. Пьер Луис также вёл обширную переписку со своими современниками и располагал большой библиотекой (ок. 20 000 томов).
24 июня 1899 Пьер Луис женился на Луизе де Эредиа, дочери знаменитого парнасца и члена Французской Академии Жозе Марии де Эредиа. В то же время он имел интимные отношения с сестрой своей жены — Марией, тоже знаменитой писательницей, публиковавшейся под псевдонимом Жерар д’Увилль. В 1913 Пьер и Луиза развелись.

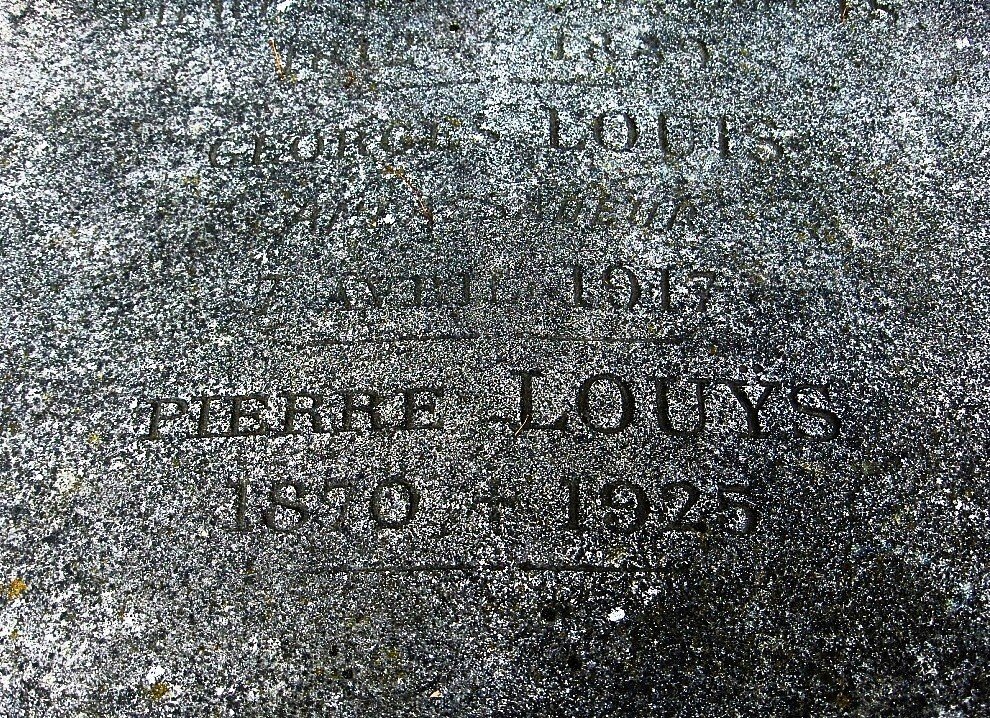
Могила
Кладбище Монпарнас

Пьер Луис умер обедневшим и одиноким 6 июня 1925 в Париже. Похоронен на кладбище Монпарнас.
В 1899 был в числе организаторов Лиги французского отечества.

## Творчество
Свой первый сборник стихов Пьер Луис опубликовал в 1891 под названием «Astarté» (рус. «Астарта») (Астарта у древних семитов считалась богиней любви и плодородия). В течение следующих трёх лет он выпустил ещё три собрания своих стихов. К 1894 относится уже magnum opus Пьера Луиса — «Chansons de Bilitis» (рус. «Песни Билитис»). Это произведение было первоначально издано как перевод Пьера Луиса на французский язык сборника стихов до тех пор не известной древнегреческой поэтессы Билитис из окружения Сапфо. В 143 стихотворениях гетера Билитис рассказывает о своих похождениях на Ближнем Востоке (Малая Азия, острова Лесбос и Кипр). Ввиду большого успеха «Песен» Пьер Луис не смог долго скрывать своего авторства. «Песни Билитис» были положены на музыку несколькими композиторами (в частности, Клодом Дебюсси), а первое общество лесбиянок в США назвала себя «Дочерьми Билитис».
В 1896 появился первый роман Пьера Луиса — «Aphrodite — Mœurs Antiques» (рус. «Афродита — античные нравы»). Через два года под названием «La Femme et le pantin» (рус. «Женщина и паяц») вышел самый знаменитый его роман, рисовавший жизнь больших городов того времени. Свой третий и последний прижизненный роман — «Les Aventures du roi Pausole» (рус. «Приключения короля Посоля») — Пьер Луис опубликовал в 1901.
После смерти автора вышли ещё несколько его творений, к примеру, эротический роман «Trois Filles de leur mère» (рус. «Три дочери их матери») о семье 36-летней проститутки, эротический сборник диалогов между женщинами и девушками лесбийской и бисексуальной половой ориентации «Douze douzaines de dialogues» (рус. «Двенадцать дюжин диалогов»), а также несколько сборников стихов. Кроме того, сначала анонимно была издана пародия Пьера Луи на учебники по хорошему поведению для девочек — «Manuel de civilité pour les petites filles à l’usage des maisons d'éducation» (рус. «Учебник приличных манер для заведений, обучающих маленьких девочек»).

## Иллюстрации к произведениям Пьера Луиса

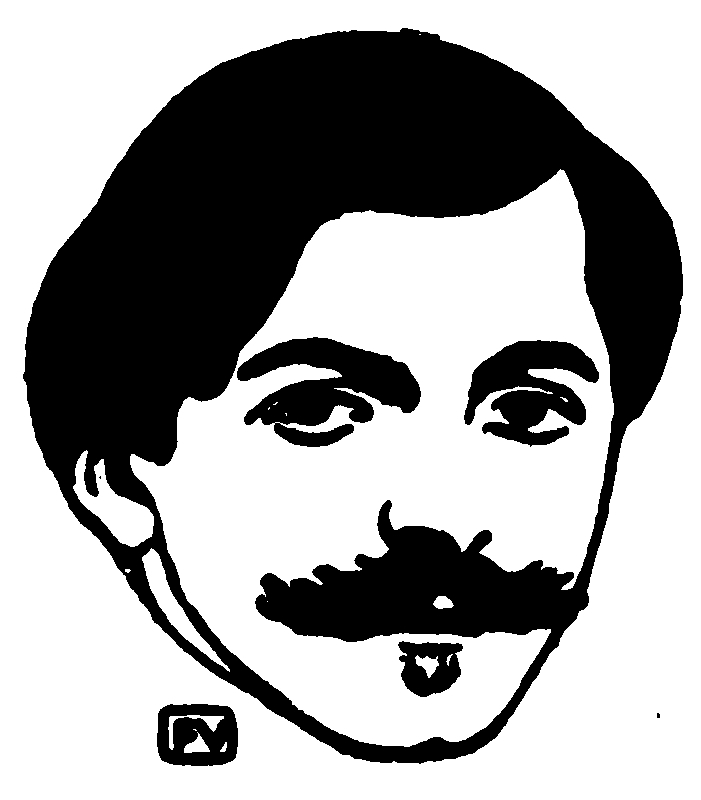
Феликс Валлотон. Портрет Пьера Луиса, 1898

Произведения Пьера Луиса в разное время иллюстрировали такие мастера эротического жанра, как Фёдор Рожанковский, Поль-Эмиль Бека, Луи-Андре Бертомме-Сен-Андре, Жанна Маммен, Вилли Погани и др. Книгу Лукиана «Диалоги гетер» в переводе Пьера Луиса иллюстрировал Дега (изд. Амбруазом Волларом в 1935).

## Опера
- 1911 — «Кончита», опера Риккардо Дзандонаи по роману «Женщина и паяц»

## Экранизации
- Пьер Луис (англ.) на сайте Internet Movie Database

- 1935 — «Дьявол — это женщина» / «The Devil is a Woman» Джозефа фон Штернберга с Марлен Дитрих в роли Кончиты Перес, — по мотивам романа «La Femme et le pantin», — всего же роман экранизировался как минимум 8 раз.
- 1959 — «Женщина и паяц» / «La Femme et le Pantin», экранизация Жюльена Дювивье с Брижит Бардо и Лилей Кедровой
- 1977 — Луис Бунюэль снял по мотивам романа «La Femme et le pantin» фильм «Этот смутный объект желания», сценарий к которому написал Жан-Клод Каррьер.
- 1977 — режиссёром Дэвидом Гамильтоном, по сценарию писательницы Катрин Брейя, был снят фильм «Билитис», основанный на книге стихотворений в прозе Пьера Луи «Песни Билитис» / «Les Chansons de Bilitis».
- 1982 — английским режиссёром Робертом Фуэстом снят фильм «Афродита» с Хорстом Буххольцем, Валери Каприски, Делией Боккардо и Капучине — по мотивам одноимённого романа.
- 2019 — вышла французская историческая драма «Куриоса», режиссёр — Лу Жене, автор сценария — Рафаэл Деплешен.

## Издания на русском языке
- Луис, Пьер. Песни Билитис / Пер. Ал. Кондратьева. — Санкт-Петербург: Издат-во Р. Голике и А. Вильборг, 1907. — [2], X, [4], 152, VI с. : ил.; 17.
- Луис, Пьер. Песни Билитис / Пер. Ал. Кондратьева. — 2-е изд. Санкт-Петербург; Москва: Издат-во М.О. Вольф, 1911 (Санкт-Петербург). — [4], XII, 152, VI с.: ил.; 20.
- Луис, Пьер. Песни Билитис / Пер. с фр. Я. Судрабкалн; Ил. С. Видбергс. — [Факс. изд.]. — Рига: Авотс, 1990. — 80 с.: ил. — ISBN 5-401-00585-7
- Луис, Пьер. Песни Билитис: (перевод с греческого) Париж 1896 г. / Пер. с франц. Н.П. Чернышевой. — М.: Совместное советско-финское предприятие «ИКПА», 1991. — 96 с.; 100 000 экз. ISBN 5-85202-061-3
- Луис, Пьер. Афродита // Роман античных нравов. Перевод с французского. Нижний Новгород, «Русский купец», 1993. — ISBN 5-86204-020-5
- Луис, Пьер. Дамский остров // Арагон Л., Батай Ж., Луис П., Жене Ж. Четыре шага в бреду: Французская маргинальная проза первой половины XX в. [:сб.] / Перев., сост. и предисл. М.Климовой и В.Кондратовича. Изд. 2-е, испр. СПб.: Гуманитарная Академия, 2002. — ISBN 5-93762-001-1
- Луис, Пьер. Афродита: сборник. / Пер. с фр. — СПб.: Продолж. жизни (ПЖ), 2004. — 318 с. — ISBN 594730037 (Классика чувств)
- Луис, Пьер. Песни Билитис: 43 иллюстрации Жоржа Барбье / Пер. с фр. Ю. Б. Покровской. — СПб.: Вита Нова, 2010. — 278 с.: ил., цв. ил., портр. — ISBN 978-5-93898-212-3

## Отзывы
Пьер Луис в "Песнях Билитис" открыл читателям новую прозу, несколько ритмизованных предложений, объединённых общей тематикой. Это было движение от верлибра к стихопрозе. И всё это совпало с творческими поисками Серебряного века русской поэзии.
Александр Карпенко